# Küçükkabaca, Uluborlu
Küçükkabaca là một xã thuộc huyện Uluborlu, tỉnh Isparta, Thổ Nhĩ Kỳ. Dân số thời điểm năm 2011 là 369 người.